# زامح (النادرة)

تعديل مصدري - تعديل

زامح هي إحدى قرى عزلة مالك بمديرية النادرة التابعة لمحافظة إب، بلغ تعداد سكانها 138 نسمة حسب تعداد اليمن لعام 2004.